# Lijst van beschermd erfgoed in Bastenaken
Onderstaande tabel geeft een overzicht van de beschermde erfgoederen in de gemeente Bastenaken. Het beschermd erfgoed maakt deel uit van het cultureel erfgoed in België.
| Object | Bouwjaar/architect | Deelgemeente | Adres                             | Coördinaten                   | Nummer?                | Afbeelding |
| --- | ------------------ | ------------ | --------------------------------- | ----------------------------- | ---------------------- | --- |
| Trierpoort (M, PEX) |                    | Bastenaken   | Place de la Porte de Trèves       | 50° 0' 18" NB, 5° 43' 19" OL  | 82003-CLT-0001-01 Info | Trierpoort (M, PEX) |
| Kerk Saint-Pierre (M, PEX) |                    | Bastenaken   |                                   | 50° 0' 18" NB, 5° 43' 17" OL  | 82003-CLT-0003-01 Info | Kerk Saint-Pierre (M, PEX) |
| Ensemble van de heuvel van Mardasson en zijn directe omgeving (S)                                                                                             |                    | Bastenaken   |                                   | 50° 0' 32" NB, 5° 43' 44" OL  | 82003-CLT-0005-01 Info | Ensemble van de heuvel van Mardasson en zijn directe omgeving (S)                                                                                             |
| Kapel Saint-Laurent (M) |                    | Bastenaken   |                                   | 50° 0' 32" NB, 5° 43' 2" OL   | 82003-CLT-0013-01 Info | Kapel Saint-Laurent (M) |
| Kapel Notre-Dame de Bonne Conduite (M) ensemble van het gebouw en de omgeving (S)                                                                             |                    | Bastenaken   |                                   | 49° 59' 24" NB, 5° 43' 21" OL | 82003-CLT-0017-01 Info | Kapel Notre-Dame de Bonne Conduite (M) ensemble van het gebouw en de omgeving (S)                                                                             |
| Kapel Notre-Dame de la Paix (M) |                    | Bastenaken   | Rue du Sablon                     | 50° 0' 11" NB, 5° 43' 5" OL   | 82003-CLT-0018-01 Info | |
| Kelder Mc Auliffe (M) |                    | Bastenaken   |                                   |                               | 82003-CLT-0025-01 Info | |
| Kasteel van Roumont genaamd Relais Casaquy, alsook de binnenplaats, omringd door stallen en kennels (M) ensemble van het kasteel en de omliggende gronden (S) |                    | Flamierge    | Drève Casaquy, Roumont            | 50° 4' 16" NB, 5° 33' 31" OL  | 82005-CLT-0002-01 Info | Kasteel van Roumont genaamd Relais Casaquy, alsook de binnenplaats, omringd door stallen en kennels (M) ensemble van het kasteel en de omliggende gronden (S) |
| Kasteel van Rolley en de ruïnes (M) ensemble van het kasteel en de omliggende terreinen (S)                                                                   |                    | Longchamps   | Rue de Rolley, Rolley             | 50° 2' 16" NB, 5° 40' 57" OL  | 82005-CLT-0001-01 Info | |
| Sint-Aldegondiskapel van Flamisoulle, de muur van het kerkhof, de grafstenen en kruisen (M) ensemble van het gebouw en de begraafplaats (S)                   |                    | Longchamps   | Rue Maîtres de Poste, Flamisoulle | 50° 1' 55" NB, 5° 37' 47" OL  | 82005-CLT-0003-01 Info | Sint-Aldegondiskapel van Flamisoulle, de muur van het kerkhof, de grafstenen en kruisen (M) ensemble van het gebouw en de begraafplaats (S)                   |
| Oude hoeve genaamd "Rosière" (muren, dakgebinte en -bedekking, alsook het interieur) (M)                                                                      |                    | Longchamps   | Chemin de Fratère, Champs         | 50° 2' 22" NB, 5° 40' 13" OL  | 82005-CLT-0004-01 Info | |
| Oude koor van de kerk van Bourcy (M) |                    | Longvilly    | Bourcy                            | 50° 3' 35" NB, 5° 48' 26" OL  | 82003-CLT-0007-01 Info | |
| Pastorie van Rachamps (M) ensemble van de pastorie, de kerk en de omliggende gronden (S)                                                                      |                    | Noville      | Rachamps                          | 50° 5' 3" NB, 5° 47' 16" OL   | 82003-CLT-0008-01 Info | Pastorie van Rachamps (M)ensemble van de pastorie, de kerk en de omliggende gronden (S)                                                                       |
| Wasplaats van Rachamps (M) |                    | Noville      | Rachamps                          | 50° 5' 2" NB, 5° 47' 14" OL   | 82003-CLT-0009-01 Info | Wasplaats van Rachamps (M) |
| Romaanse toren en het schip van drie traveeën, gevolgd door een veelhoekige apsis in drie delen, die teruggaat tot de kerk Saint-Lambert van 1723             |                    | Noville      | Rachamps                          | 50° 5' 2" NB, 5° 47' 16" OL   | 82003-CLT-0010-01 Info | Romaanse toren en het schip van drie traveeën, gevolgd door een veelhoekige apsis in drie delen, die teruggaat tot de kerk Saint-Lambert van 1723             |
| Bois Jacques met "foxholes" (S) |                    | Noville      |                                   |                               | 82003-CLT-0027-01 Info | |
| Kapel van Saint-Cunibert (M) |                    | Wardin       | Bizory                            | 50° 1' 10" NB, 5° 45' 57" OL  | 82003-CLT-0011-01 Info | Kapel van Saint-Cunibert (M) |
| Kapel van Harzy en omringende kerkhofmuur (M) ensemble van de kapel en de omliggende kerkhofmuur (S)                                                          |                    | Wardin       | Harzy                             | 49° 59' 38" NB, 5° 47' 42" OL | 82003-CLT-0012-01 Info | Kapel van Harzy en omringende kerkhofmuur (M)ensemble van de kapel en de omliggende kerkhofmuur (S)                                                           |
| Hoeve Didier of Lamborelle (M) |                    | Wardin       | Benonchamps                       | 50° 0' 14" NB, 5° 48' 35" OL  | 82003-CLT-0015-01 Info | Hoeve Didier of Lamborelle (M) |
| Hoofdgebouw van hoeve Schumer (M) ensemble van de hoeve, de kapel en de omliggende gronden (S)                                                                |                    | Wardin       | Grand-Route 6, Bizory             | 50° 1' 8" NB, 5° 45' 55" OL   | 82003-CLT-0016-01 Info | |